# ピーター・ド・ヴィリエ
ピーター・ド・ヴィリエ（Pieter de Villiers、1972年7月3日 - ）は南アフリカ共和国出身の元ラグビー選手。フランス代表およびスタッド・フランセ・パリでプロップとしてプレーしていた。

## キャリア

### クラブ
スタッド・フランセ・パリ

### フランス代表
1999年8月28日のウェールズ戦で初セレクション。

## タイトル

### クラブ
- フランス選手権（現Top14）
  - 優勝：1998, 2000, 2003, 2004, 2007。
  - 準優勝：2005。
- フランスカップ
  - 優勝：1999年。
  - 準優勝：1998年。

### フランス代表
- 70セレクション。
- 年ごとのセレクション： 4(1999), 7(2000), 11(2001), 7(2002), 3(2003), 8(2004), 10(2005), 9(2006), 11(2007)。
- 2トライ、10得点。
- シックス・ネイションズ
  - 31試合出場。
  - グランドスラム（全勝優勝）：2002, 2004。
  - 優勝：2006、2007。
- ラグビーワールドカップ
  - ラグビーワールドカップ2007では6試合出場：アルゼンチン、ナミビア、アイルランド、ニュージーランド、イングランド、アルゼンチン（三位決定戦）。
  - 2003年は怪我で棄権。
  - ラグビーワールドカップ1999では3試合出場：アルゼンチン、ニュージーランド、オーストラリア。